# 倉原直美
倉原 直美（くらはら　なおみ、19??年 - ）は、日本の工学者、実業家。株式会社インフォステラの創業者、代表取締役CEO。

## 人物
大分県立竹田高等学校出身。2010年、九州工業大学大学院博士後期課程を修了（電気電子工学専攻）。在学中は人工衛星の環境計測装置の研究開発に従事。博士前期課程1年次に衛星設計コンテストで奨励賞を受賞。2年次にJAXA宇宙科学研究所で1年間研究。博士後期課程2年次にはイギリスのサリー大学サリー宇宙センターへ留学。その後、東京大学工学系研究科航空宇宙工学専攻の特任研究員として、2013年まで低軌道衛星の開発プロジェクトに携わる。プロジェクト終了後、民間の衛生運用システムメーカーの最大手、米Kratos Integral Systems Internationalの日本チームで国内および海外の複数の商用静止衛星プロジェクトに携わる。2016年に株式会社インフォステラを共同設立。2017年9月には8億円の資金調達が話題になった。2018年に衛星通信アンテナ共有事業のローンチを目指す。

## 経歴
- 2010年-九州工業大学大学院博士後期課程修了
- 2010年-東京大学特任研究員
- 2013年-Integral Systems Japan株式会社
- 2016年-株式会社インフォステラを設立